# Сорока Михайло Михайлович
Миха́йло Миха́йлович Соро́ка (нар. 27 березня 1911 — нар. 16 червня 1971) — український громадський та військовий діяч, провідник Крайової екзекутиви ОУН на ЗУЗ (1934—1936), член Крайового Проводу ОУН (1940). В'язень ГУЛАГу, організатор руху спротиву в'язнів «ОУН-Північ», один із керівників Кенгірського повстання політв'язнів (1954).

## Життєпис
Народився 27 березня 1911 року в селі Гнилиці Великі Королівства Галичини і Володимирії Австро-Угорської імперії (нині — село Гнилиці Тернопільського району Тернопільської області України).
Навчання розпочинав у Тернопільській українській державній гімназії. Від 1926 року — у Чехословаччині, де закінчив Українську реформовану реальну гімназію в Ржевцях біля Праги. Співорганізатор гуртка «Український Сокіл», входив до складу його керівного ядра — Команди українських пластунів-емігрантів. Після гімназії вступив на архітектурний факультет Празької політехніки, який закінчив 1936 року.

### Боротьба в лавах ОУН проти польської держави
Член ОУН. Після арешту 1934 року найактивніших членів ОУН провід на чолі з Євгеном Коновальцем послав на рідні землі Михайла Сороку із завданням формувати нові когорти бійців. Уведений у склад Проводу, він став провідником Крайової екзекутиви ОУН на західноукраїнських землях (ЗУЗ).
9 січня 1937 року арештований і ув'язнений у Чортківській, Станиславівській («Діброва») і Гродненській тюрмах, а згодом — у концтаборі в Березі Картузькій. У вересні 1939 року, після чергового поділу Польщі, вийшов на волю і в листопаді — одружився з Катериною Зарицькою.
У грудні 1939 року став членом радянського спортивного товариства «Спартак». У січні 1940 року — вступив на перший курс математичного факультету Львівського політехнічного інституту, паралельно працював «бібліотекарем і рисівником при бібліотеці фізико-математичного факультету Львівського університету», а з березня того ж року — почав навчатися на мистецьких курсах. 1940 року став членом Крайового Проводу ОУН.

### Радянські тюрми і табори

Генерал Олександр Греків (сидить у центрі) та Михайло Сорока (сидить праворуч) серед українських в'язнів
1957

#### Арешт НКВС (березень 1940). 8 років на Воркуті
22 березня 1940 року щасливих чотири місяці подружнього життя Сороки і Зарицької знову обриває арешт і тюрма, але цього разу здійснені новими окупантами Західної України — більшовиками. Більше в житті вони не зустрінуться.
Всіх, хто був поляками репресований чи тільки взятий під нагляд польською поліцією, більшовики вважали небезпечними і ненадійними для СРСР. Таких чекісти «викликали на розмову», а тоді заарештовували і підбирали статті радянського кримінального кодексу, за якими звинувачували і судили. З польських архівів довідались про судимість Зарицької і прийшли її заарештувати. Сорока заступився за дружину і його теж заарештували, а коли перевірили його за польськими архівами, то причиною арешту Сороки стало те, що «был одним из активных деятелей ОУН». Це ж звинувачення стосувалося і дружини. Сороку відправили у 2-гу Львівську тюрму, а Зарицьку — в тюрму «Бригідки». Згодом, так і не дізнавшись, що він був членом Крайової Екзекутиви ОУН, Сороку засудили на 8 років концтаборів і відправили етапом у Владивосток, а потім у Воркуту.
У пересильній Замарстинівській тюрмі довідався, що у Львівській в'язниці — «Бригідках», де була ув'язнена дружина, народився син Богдан (нині — відомий художник-графік).
На Воркуті знання Сороки використовували для роботи в геологічних розвідках. Маючи змогу пересуватися, він утворив підпільну організацію «ОУН-Північ». Одним із головних завдань її було моральне та фізичне збереження українців у таборах та поселеннях. У 1947 році — налагодив зв'язок між таборами, а у 1949 році — з Україною. Завдяки Сороці в таборах було ліквідовано владу кримінальних злочинців.

#### Кілька місяців свободи (весна 1949). 3 роки заслання в Красноярський край
Навесні 1949 року повертається до Львова, але вже у червні був схоплений органами НКВС просто на вулиці та засуджений «особым совещанием г. Москвы» на поселення в Красноярський край за зв'язок з ОУН.

#### 1952-й. Смертна кара, замінена на 25 років
В Красноярському краї, у 1952 році, Сороку знову арештували і звинуватили у зраді батьківщини, антирадянській агітації, організації підпілля та підготовці повстання, що за його відсутності відбулося у Воркутинських таборах. Після нечувано жорстокого слідства (деякі в'язні, які проходили в цій справі, наклали на себе руки, один збожеволів, а багато оббрехало себе, не витримавши знущань), Сороку засуджують до смертної кари — він провів три місяці в камері смертників у Салехарді. Після сметрі Сталіна вирок замінили на 25 років Кенгірської тюрми.

#### Повстання в Кенгірі (1954)
Один із керівників Кенгірського повстання політв'язнів 16 травня 1954 року, під час якого тюрму розбили, а в'язнів — звільнили. Написав гімн повстанців — «У гарячих степах Казахстану». Після розгрому повстання разом з іншими 305 учасниками етапований на Колиму. За станом здоров'я Сороку, Петра Дужого та деяких інших в'язнів перевели в Іркутські табори, а згодом — в Мордовію. Сороку возили до Львова, Києва, Тернополя, обіцяли побачення із сином, вимагаючи натомість написати: «Зрікаюсь своєї ідеї». Сорока відмовився.

#### Останні роки життя. Мордовські табори
Від 1960-х років відбував покарання у Мордовських таборах. Скрізь, де був, організовував літературні, історичні, релігійні вечори, підтримував в'язнів духовно та ідеологічно, за що Сороку вважали ідейним патріархом політв'язнів радянських концтаборів. Збереглися його твори: «Мистецька Прага», «Мирон Зарицький», філософський трактат «Інстинкти. Рефлекси. Етика» та деякі переклади.
Помер  від третього інфаркту 16 червня 1971 року в таборі №17 селища Озерний у Мордовії.
21 вересня 1991 року останки Сороки перевезли з Мордовії у Львів і перепоховали на Личаківському цвинтарі, на полі № 67, туди ж перенесли останки його дружини, Катерини Зарицької.
З 60-ти прожитих літ Михайло Сорока був ув'язнений 34 роки. А загалом провів у тюрмах і таборах 36 років.
Анатоль Радигін, російський поет єврейського походження, політв'язень радянського режиму, так згадував про Михайла Сороку: 
| Я ніколи не сидів разом з покійним М.М. Сорокою. Я тільки чув про нього і про його життя від сусідів по камерах, яким випало на долю спілкуватися з ним. Серед них були різні люди: такі, що люблять Україну, байдужі до неї, ті, що її ненавидять, але я не пам’ятаю нікого, хто насмілився б сказати погане слово про Михайла Сороку. Говорили про нього тільки з пошаною й щирим захопленням. В його присутності не можна було замислити підлоту, гидко висловитися, виявити слабість. Ця людина жила й пішла з життя героїчно, як лицар, спокійно, як учений, світло, як святий, гідно, як державний діяч. Своїм життям та своєю смертю він назавжди й остаточно відповів моїм опонентам і скептикам. Він міг бути прикрасою кожної держави, міг створити кожну державність. Я вірю, що прийде час, коли при його імені будуть вставати і стоятимуть мовчазно й урочисто, як встають американці при імені Вашінґтона, угорці при імені Кошута, євреї при імені Герцля. Мир прахові його![10] |

## Вшанування пам'яті
У місті Нікополь вулицю Кустанайську перейменували на вулицю Михайла Сороки.